# (9767) Midsomer Norton
(9767) Midsomer Norton est un astéroïde de la ceinture principale aréocroiseur.

## Description
(9767) Midsomer Norton est un astéroïde aréocroiseur. Il présente une orbite caractérisée par un demi-grand axe de 3,38 UA, une excentricité de 0,57 et une inclinaison de 21,5° par rapport à l'écliptique.

## Compléments